# 압토자보츠카야역 (자모스크보레츠카야선)
압토자보츠카야역(러시아어: Автозаво́дская)은 모스크바 지하철 자모스크보레츠카야 선의 역이다. 1943년 1월 1일에 개장했다.

## 역사
"압토자보츠카야 역"은 파벨레츠카야 역과 테흐노파르크 역 사이에 위치한 자모스크보레츠카야 선의 역이다. 1943년 1월 1일에 개장하였고 본 노선의 세 번째로 건설되었다. 모스크바 남부 행정 구역의 다니엘로프스키 구역에 위치하고 있다.
1956년까지, 그것은 ZIS 공장 근처에 위치한 자보드 이메니 스탈리나(Завод имени Сталина, 스탈린 공장)이라는 역명을 가지고 있었다. 역 근처에 자동차와 군용차량을 생산하는 리하초프 공장(Завод имени Лихачёва, ЗиЛ)이 있어서 초기 역명이 제정된 것이다. "압토자보츠카야"는 러시아 문화 유산의 지역이다.

## 사고
- 2004년 2월 6일, 자살 폭탄 테러범이 본 역과 파벨레츠카야 역 사이에서 폭발을 일으켜 41명이 사망하고 250명이 부상당했다.

## 환승
압토자보츠카야 역에서는 모스크바 외곽 순환선의 압토자보츠카야 역으로 갈아탈 수 있다. 모스크바 외곽 순환선으로 환승하는 구간은 출입구로 나와서 도보로 10분 거리에 있어 비교적 긴 거리에 위치한다.